# Pristimantis boconoensis
Pristimantis boconoensis là một loài động vật lưỡng cư trong họ Strabomantidae, thuộc bộ Anura. Loài này được Rivero & Mayorga mô tả khoa học đầu tiên năm 1973.
Chúng là loài đặc hữu của Venezuela. Các môi trường sống tự nhiên của chúng là các khu rừng vùng núi ẩm nhiệt đới hoặc cận nhiệt đới và đồng cỏ ở cao nhiệt đới hoặc cận nhiệt đới. Loài này đang bị đe dọa do mất môi trường sống.